# Mark Goodwin
Mark Adrian Goodwin (Sheffield, 23 febbraio 1960) è un ex calciatore britannico, di ruolo centrocampista o difensore.

## Caratteristiche tecniche
Era in grado di giocare sia come centrale di centrocampo che come difensore centrale (ruolo che ricoprì in modo quasi esclusivo durante la sua militanza nel Leicester City).

## Carriera
Esordisce tra i professionisti all'età di 17 anni nel corso della stagione 1977-1978 con il Leicester City, segnando 3 reti in 14 partite nella prima divisione inglese in un campionato che si conclude con la retrocessione delle Foxes in seconda divisione, e risultando essere una delle poche note positive della stagione; l'anno seguente, poco più che maggiorenne, si impone già nella formazione titolare: oltre a 2 presenze in FA Cup ed una presenza in Coppa di Lega gioca infatti 28 partite in campionato, mettendovi a segno una rete. Nella stagione successiva, in cui il club chiude il campionato al secondo posto in classifica tornando così in massima serie, segna invece 4 reti in 30 presenze, alle quali aggiunge 19 presenze in prima divisione nella stagione 1980-1981: nel marzo del 1981, dopo complessive 8 reti in 91 partite di campionato (99 fra tutte le competizioni ufficiali) viene poi ceduto al Notts County, con cui conclude la stagione conquistando un secondo posto in classifica in seconda divisione e, quindi, la promozione in prima divisione.
Tra il 1981 ed il 1984, anno in cui le Magpies retrocedono nuovamente in seconda divisione, Goodwin gioca per un triennio da titolare in massima serie: in particolare, colleziona 38 presenze e 4 reti nella stagione 1981-1982, 34 presenze e 4 reti nella stagione 1982-1983 e 29 presenze nella stagione 1983-1984, arrivando così ad un bilancio totale di 134 presenze e 11 reti in carriera in questa categoria; tra il 1984 ed il 1987 gioca poi ininterrottamente con il Notts County (in seconda divisione nella stagione 1984-1985 ed in terza divisione nel biennio immediatamente successivo), club che lascia dopo sei stagioni e mezzo nell'estate del 1987 con un bilancio di 237 presenze e 23 reti in incontri di campionato. Nella stagione 1987-1988 vincendo i play-off del campionato di terza divisione (serve anche un assist a Phil Hawker nella vittoriosa finale) conquista una promozione in seconda divisione con la maglia del Walsall, club con cui gioca poi in questa stessa categoria nel corso della stagione 1988-1989, arrivando (play-off inclusi) a complessive 83 presenze e 2 reti con i Saddlers. Gioca poi per altre cinque stagioni a livello semiprofessionistico, ritirandosi definitivamente nel 1995 all'età di 35 anni.
In carriera ha totalizzato complessivamente 521 presenze e 33 reti nei campionati della Football League, tutti nelle prime tre divisioni.

## Palmarès

### Club

#### Competizioni nazionali
- Campionato inglese di seconda divisione: 1

Leicester City: 1979-1980

#### Competizioni regionali
- Northern Counties East League: 1

Arnold Town: 1993-1994
- Nottinghamshire Senior Cup: 1

Eastwood Town: 1991-1992
- Notts Senior Cup: 1

Arnold Town: 1992-1993